# Slavko Nikolić
Slavko Nikolić (Kragujevac, 8. april 1956) je srpski operski pevač (tenor).

## Biografija
Diplomirao solo pevanje, a potom i magistrirao na Fakultetu Muzičke umetnosti u Beogradu 1994, u klasi prof. Zvonimira Krnetića. Paralelno sa muzičkim obrazovanjem stekao je i zvanje grafičkog inženjera. Počinje karijeru 1985. kao solista Ansambla vojske Jugoslavije, a od 1997. je solista muzičke produkcije RTS. Uporedo sa koncertnom aktivnošću, ostvaruje trajne snimke raznih muzičkih dela za JRT, RTS, RTV NS, PGP RTS i italijansku RAI.

## Nagrade
- Nagrada časopisa „Muzika klasika“ za 2011. (Slavko Nikolić je osnivač i umetnički direktor festivala Srpska solo pesma, Mladenovac)
- Nagrada za životno delo - Majstorski pečat „Srpska kruna“
- Povelja smotre "Mermer i zvuci",Aranđelovac-2001,2004,2005.
- Plaketa-Počasni građanin grada Mladenovca 2015.
- Orden srpsko-ruskog bratstva za izuzetni doprinos na polju kulturne saradnje dva naroda 2017
- Zlatna značka Kulturno prosvetne zajednice Srbije za 2019. Dodeljuje se za nesebičan, predan i dugotrajan rad i stvaralački doprinos u širenju kulture.
- Povelja "Vitez umetnosti" 2019.

## Operski repertoar
- Đuzepe Verdi: Rigoleto, Travijata
- Đakomo Pučini: Boemi, Madam Baterflaj, Toska
- Srđan Jaćimović: Mefistofilis (Young lad), snimak za radijski festival u Berlinu
- Milovan Filipović: Boj na Kosovu

## Koncertni repertoar
- Đuzepe Verdi: Rekvijem
- Ludvig van Betoven: Misa solemnis
- Mikis Teodorakis: Rekvijem
- Sergej Rahmanjinov: Zvona
- Zoltan Kodalj: Misa Brevis
- Veliki broj najpoznatijih napolitanskih,ruskih, grčkih, španskih i meksičkih pesama i arija

## Gostovanja
Italija, Engleska, Francuska, Austrija, Švedska, Mađarska, Grčka, Nemačka, Rumunija, Bugarska...
Nastupao je na festivalima - BEMUS (Beograd), NOMUS (Novi Sad), Mermer i zvuci (Aranđelovac), Dani srpskog duhovnog preobraženja (Despotovac), Mokranjčevi dani (Negotin), Jugoslovenske horske svečanosti (Niš), Dubrovačke letnje igre i dr.

## Partneri
Radmila Bakočević, Gordana Jeftović, Nikola Mitić, Živan Saramandić, Željko Lučić, Jadranka Jovanović, Suzana Šuvaković-Savić i drugi.

## Dirigenti sa kojima je sarađivao
Mikis Teodorakis, Đorđo Sini, Karolas Trikolidis, Mladen Jagušt, Miodrag Janoski, Angel Šurev, Dejan Savić, Pavle Medaković, Jovan Šainović, Darinka Matić-Marović, Bojan Suđić i Milan Načev.

## Diskografija
- Najlepše napolitanske i španske pesme (2 albuma)
- Biseri srpske umetničke solo pesme (2 albuma)
- Kršne grane badema
- Antologija srpske umetničke solo pesme
- Pesme i arije koje su osvojile svet

## Spoljašnje veze
- Diskografija
- Izvodi iz kritika